# シンガポール港

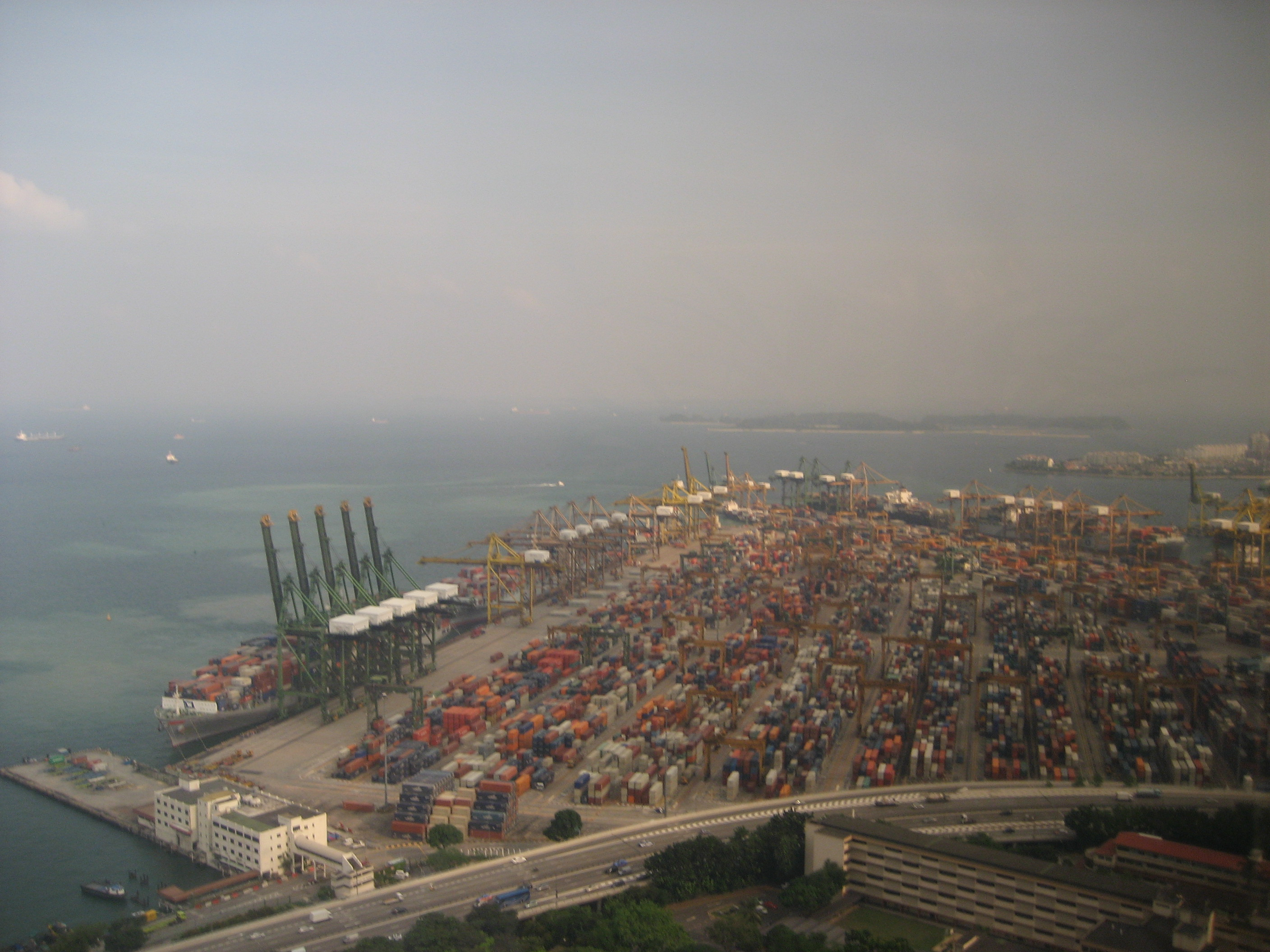
シンガポール港（2009年7月）

シンガポール港（1890年）

シンガポール港（シンガポールこう）は、シンガポールにある港湾で、コンテナ取扱量は世界第2位（2020年）である。2010年に中華人民共和国の上海港に抜かされるまでは世界第1位のコンテナ取扱量を誇った。
ヨーロッパや西アジアと東アジアを結ぶ中間地点に位置しているため東西貿易の中継地として発展し、今ではシーレーンやアジアにおける最大級のハブ港にまで成長した。

## 概要
世界123ヵ国、約600ヵ所の港と結ばれ、1日に平均90隻程度の船舶がこの港湾に寄航している。年々コンテナ取扱量が増加しており、2018年には取扱量が3660万TEUを記録した。
このような膨大な貨物量を取り扱う事ができる背景には、着岸から離岸まで所要12時間以内で、1日あたりコンテナ船60隻、6万個のコンテナの積み卸ろしが可能という高度な作業能力にあり、コンテナの荷役作業を支えているのがブラニ、ケッペル、パシールバンジャン、タンジョンバガーの4つのコンテナターミナルである。
中でも1997年に稼働を開始したパシルバンジャンは、最先端技術を導入したターミナルで、水深15mのバースとコンテナ18列に対応できる岸壁用クレーンを装備し、世界最大級クラスのコンテナ船の受け入れを可能にし、1人のオペレーターがコントロールルームから最大6基を操作できる「オーバーヘッド・ブリッジ・クレーン・システム」も取り入れている。

## 特色
シンガポール港は全世界の中継コンテナの17%を取り扱うハブ港であり、取り扱うコンテナの8割は周辺諸国への積み替え荷物となっている。
同港を運営しているシンガポール港湾局（PSA）は1988年の段階で「CITOS」というコンピューターシステムを開発し、世界の中でも迅速に港湾業務のIT化に着手を行った。
これはヤード内でのコンテナ取り扱い作業を円滑にするため、コンテナ船接岸後のクレーンの移動、輸送トラックの配置、積み替え船への移動などを中央制御室で集中制御し、オペレーターにリアルタイムで業務指示を出すシステムである。
このように最先端のオペレーションシステムの構築や港湾設備の充実によって、シンガポール港はアジアにおける最優秀なコンテナターミナル・オペレーターに選出された。迅速なサービスで利用者の利便性を高め、同時にコストダウンをも実現させたことが国際的にも高く評価されている。
さらに、シンガポール港では2002年から、アメリカとの海上コンテナ安全対策（CSI）をパイロットプログラムとして実施しており、シンガポール海事港湾庁や税関局と連携して、ガンマ線検査によるコンテナのチェックを行い、安全対策を強化している。

## 日本との関係

シンガポール海峡とパシールパンジャン港 （2016年2月）

日本とシンガポールは、2002年1月に「日本・シンガポール新時代経済連携協定」を結び、提携、投資のみならず、金融、情報通信、人材育成の分野でも包括的な二国間の経済連携を目指している。

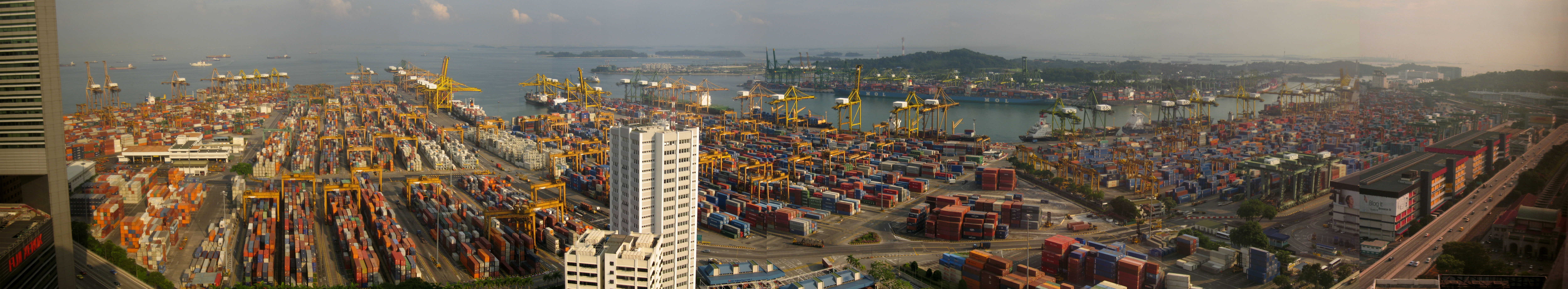
シンガポール港とセントーサ島（2007年7月）